# Мордовские Парки
Мордовские Парки (мокш. Парка) — село, центр сельской администрации в Краснослободском районе. Население 339 чел. (2001), в основном мордва-мокша. В Мордовско-Паркинскую сельскую администрацию входят с. Краснополье (258 чел.) и д. Зиновские Выселки (62 чел.)

## География
Село расположено в 20 км от районного центра, 48 км от железнодорожной станции Торбеево и 5 км от асфальтированной дороги Краснослободск — Новые Выселки.

## История
Название-антропоним: от дохристианского мордовского имени Паркай (Поркай).
В «Списке населённых мест Пензенской губернии» (1869) Мордовские Парки — деревня казённая из 113 дворов Краснослободского уезда. В 1913 г. в селе было 224 двора (1 552 чел.); церковь, земская школа, 4 ветряные мельницы, 3 маслобойки и просодранки, 2 кузницы.
В начале 1930-х гг. был создан колхоз «Красный пахарь», с 1998 г. — СХПК с центром в с. Краснополье. В современной инфраструктуре села — основная школа, библиотека, клуб, магазин, медпункт, отделение связи. Возле Мордовских Парок — Мордовско-Паркинский могильник.

## Население
| 2002 | 2010 |
| ---- | ---- |
| 306  | ↘300 |

Уроженец Мордовских Парок — В. М. Монахов, командир партизанской бригады, награждён орденами Ленина, Красного Знамени, Отечественной войны 1-й степени, медалью «Партизану Отечественной войны» 1-й и 2-й степеней. Зиновские Выселки — родина педагога Г. Е. Печаткина, министра сельского хозяйства и продовольствия Республики Мордовия В. Г. Печаткина.

## Источник
- Энциклопедия Мордовия, Т. Н. Охотина.